# David Cesarani
David Cesarani OBE (* 13. November 1956 in London; † 25. Oktober 2015 ebenda) war ein britischer Historiker. Sein Spezialgebiet war die Jüdische Geschichte und im Besonderen der Holocaust.

## Leben und Wirken
David Cesarani stammte aus dem jüdischen Londoner Kleinbürgertum, er wuchs als einziges Kind eines Friseurs auf. Er erhielt ein Stipendium für die private Latymer Upper School in West-London. Während eines Zwischenjahres arbeitete er in einem Kibbuz in Israel. Ab 1976 besuchte er das Queens’ College der University of Cambridge. An der Columbia University erhielt er einen Master. Er wurde am St Antony’s College der University of Oxford promoviert. Cesarani arbeitete als Historiker an der University of Leeds, Queen Mary University of London und an der Wiener Library. Von 2000 bis 2004 war er Professor für Moderne jüdische Geschichte an der University of Southampton. Von 2004 bis zu seinem Tod war er am Royal Holloway College der University of London beschäftigt. Cesarani war verheiratet und hatte zwei Kinder.
Als Mitglied der Holocaust Memorial Day-Gruppe des britischen Innenministeriums (Home Office) war Cesarani 2001 Mitinitiator für den Holocaust Memorial Day am 27. Januar. Sein Werk über Adolf Eichmann erschien 2004 auch in deutscher Sprache. Sein erst postum erschienenes Buch Final Solution. The Fate of the Jews 1933–49 sollte helfen, die seiner Ansicht nach klaffende Lücke zwischen der popularisierten Auffassung des Holocaust und den seit den 1990er Jahren sprunghaft gestiegenen Ergebnissen der wissenschaftlichen Forschung zu schließen.

## Schriften (Auswahl)
Monographien
- Justice Delayed. Mandarin, London 1992, ISBN 0-7493-0618-1.
- The “Jewish Chronicle” and Anglo-Jewry 1841–1991. Cambridge University Press, Cambridge 1994, ISBN 0-521-43434-3.
- Arthur Koestler: The Homeless Mind. Heinemann, London 1998, ISBN 0-434-11305-0.
- Citizenship, Nationality and Migration in Europe. Routledge, London 1996, ISBN 0-415-13101-4.
- Adolf Eichmann – his life and crimes. Heinemann, London 2004, ISBN 0-434-01056-1.
  - Adolf Eichmann. Bürokrat und Massenmörder. Propyläen, Berlin 2004, ISBN 3-549-07186-8.
- Final Solution: The Fate of the Jews 1933–49. Macmillan, 2016, ISBN 978-1-250-00083-5.
  - Die Endlösung. Das Schicksal der Juden 1933–1948. [Übersetzung: Schmidt, Klaus-Dieter] Propyläen, Berlin 2016, ISBN 978-3-549-07417-6.

Herausgeberschaften
- The Making of Modern Anglo-Jewry (1990)
- The Final Solution: Origins and Implementation (1994)
- Genocide and Rescue: The Holocaust in Hungary, 1944 (1997)
- Port Jews: Jewish Communities in Cosmopolitan Maritime Trading Centuries, 1550–1950 (2002)
- “Bystanders” to the Holocaust: A Re-evaluation (2002)